# Marko Golubović
Marko Golubović (kyrillisch Марко Голубовић, * 20. September 1995 in Majdanpek, BR Jugoslawien) ist ein serbischer Fußballspieler, der zuletzt bis Januar 2022 bei Timok Zaječar unter Vertrag stand.

## Karriere
Seine ersten Schritte als Fußballspieler machte er in seiner Heimatstadt Majdanpek. Mit 9 Jahren schließt er sich der Jugendschule des FK Partizan Belgrads an. 2013 unterzeichnete er beim FK Teleoptik seinen ersten Profivertrag. Nach erfolgreichen Vorbereitungen in Slowenien überzeugte er den damaligen Trainer des FK Patizans Zoran Milinković und unterzeichnete am 10. Juli 2015 einen Vertrag beim FK Partizan Berlgrad. Sein erstes Spiel in der ersten serbischen Liga bestritt er am 1. August 2015 gegen Novi Pazar. Im Sommer 2016 wurde Golubović an den FK Sinđelić Belgrad verliehen. Nach der Leihe wechselte er zu FK Radnički Niš. Im Dezember 2019 wechselte er in die zweite bosnische Liga zum FK Krupa. Mit Krupa stieg er in die Premijer Liga auf. Am 19. Dezember 2020 gab der FK Krupa auf ihrer offiziellen Facebook-Seite die Trennung von Golubović bekannt. Danach wechselte er wieder in die zweite bosnische Liga und zwar zum FK Sloga Doboj. Mit Sloga Doboj stieg er ebenfalls in die Premijer Liga auf. Nach dem Aufstieg kehrte er nach Serbien zurück. Er wechselte zum serbischen Zweitligisten Timok Zaječar. Nach nur acht absolvierten Spielen verließ er Timok im Winter 2022.

## Titel
- 1× Serbischer Pokalsieger: (2015/16)